# Бачинський Віктор Теодосович
Віктор Теодосович Бачинський — завідувач кафедри судової медицини та медичного правознавства, начальник ДСУ «Чернівецьке обласне бюро судово-медичної експертизи».

## Біографічні відомості
Народився 15 червня 1952 року в с. Комарно, Городокського р-ну, Львівської області.
1970 - 1976 рр. навчався в Чернівецькому державному медичному інституті (ЧДМІ).
1976 - 1979 рр. працював лікарем-патологоанатомом Чернівецької міської лікарні №1.
1979 - 1983 рр. навчався в аспірантурі на кафедрі судової медицини ЧДМІ.
1983 - 1986 рр.  асистент кафедри судової медицини ЧДМІ.
У 1986 році був призначений на посаду начальника Чернівецького обласного бюро судово-медичної експертизи, де і працює по теперішній час.
2003 - 2005 рр. – працював на посаді начальника управління охорони здоров'я Чернівецької обласної державної адміністрації.
Не залишаючи посади начальника бюро з 1986 року, працює за сумісництвом до 1989 року асистентом кафедри судової медицини ЧДМІ, з 1989 по 2009 рік – доцент кафедри патоморфології та судової медицини Буковинської державної медичної академії.
З 2009 по 2011 рік – професор кафедри патоморфології та судової медицини Буковинського державного медичного університету (БДМУ).
З вересня 2011 року – завідувач кафедри судової медицини та медичного правознавства БДМУ.
Кандидат медичних наук (1988 рік), доцент (1989 рік), доктор медичних наук (2009 рік), професор (2011 рік).

## Наукова діяльність
Автор понад 300 наукових праць, співавтор 10 навчально-методичних посібників, 10 монографій, 1 підручник, 26 деклараційних патентів на корисну модель.
Підготував 1 доктора медичних наук та 4 кандидатів медичних наук.
Керує підготовкою 2 докторських дисертаційних робіт та 2 робіт на здобуття ступеня доктора філософії.
Керівник науково-дослідних робіт: «Експертна діагностика змін біологічних тканин та середовищ людини за морфологічними та лабораторними показниками у вирішенні актуальних питань судово-медичної науки та практики», «Діагностика давності настання смерті та ушкоджень людини, визначення механізму та прижиттєвості їх утворення сучасними морфологічними та фізичними методами для вирішення нагальних завдань правоохоронних органів та слідства».

## Громадська робота
Головний редактор фахового видання категорії В «Судово-медична експертиза».
Голова обласного осередку Асоціації судових медиків України.

## Нагороди
- За високий професіоналізм та сумлінне ставлення до службових обов’язків, відданість справі  в 1995 році присвоєно почесне звання «Заслужений лікар України».
- Нагороджений медалями:

-  «10 років МВС України» (2000р.),
-  «Медицина Буковини» (2002р.);
-  орденом «Агапіта Печерського» II-го ступеня (2004р.),
-  «За сприяння органам внутрішніх справ України» (2008р.);
- «90 років карному розшуку України» (2009р.);
- «За жертовність та любов до України» (2018р.)
- Почесними відзнаками

-  «За плідну співпрацю» (2014р.)
- «За службу державі» (2016р.)
- «За сприяння» (2017р.);
- «За заслуги перед Буковиною» (2017р.)
- За впровадження інноваційних технологій нагороджений золотою медаллю в м. Яси, Румунія (2010р.).